# Arnold Clark Cup 2023
L'Arnold Clark Cup 2023 è stata la seconda edizione dell'omonimo torneo a invito riservato a nazionali di calcio femminile, disputata in Inghilterra dal 16 al 22 febbraio 2023. Il torneo è stato conquistato dall'Inghilterra per la seconda volta consecutiva e vincendo tutti i tre incontri in programma.

## Formato
Le quattro squadre invitate si sono affrontate una volta in un girone all'italiana. I punti assegnati nella fase a gironi seguono la formula di tre punti per una vittoria, un punto per un pareggio e zero punti per una sconfitta.

## Stadi
| Milton Keynes                  | Bristol          | Coventry                        |
| ------------------------------ | ---------------- | ------------------------------- |
| Stadium MK                     | Ashton Gate      | Coventry Building Society Arena |
| Capacità: 30 500               | Capacità: 27 000 | Capacità: 32 753                |
|                                |                  |                                 |
| Milton Keynes Bristol Coventry |                  |                                 |

## Nazionali partecipanti
| Squadra       | FIFA/Coca-Cola Women's World Ranking (9 dicembre 2022). |
| ------------- | ------------------------------------------------------- |
| Inghilterra   | 4                                                       |
| Corea del Sud | 15                                                      |
| Italia        | 17                                                      |
| Belgio        | 20                                                      |

## Squadre
Le quattro nazionali partecipanti al torneo potevano iscrivere un massimo di 25 giocatrici.

## Classifica
| Pos. | Squadra       | Pt | G | V | N | P | GF | GS | DR  |
| ---- | ------------- | -- | - | - | - | - | -- | -- | --- |
| 1.   | Inghilterra   | 9  | 3 | 3 | 0 | 0 | 12 | 2  | +10 |
| 2.   | Belgio        | 6  | 3 | 2 | 0 | 1 | 5  | 8  | -3  |
| 3.   | Italia        | 3  | 3 | 1 | 0 | 2 | 4  | 5  | -1  |
| 4.   | Corea del Sud | 0  | 3 | 0 | 0 | 3 | 2  | 8  | -6  |

| Arbitro: | Augustyn |

|               |           |                           |
| Giugliano 64’ | Marcatori | 16’ Detruyer 90’ Wullaert |

| Arbitro: | de Siqueira |

|                                                  |           |  |
| Stanway 40’ (rig.) Kelly 46’ Russo 50’ James 78’ | Marcatori |  |

| Arbitro: | Projkovska |

|               |           |             |
| Daly 32’, 71’ | Marcatori | 62’ Cantore |

| Arbitro: | Nielsen |

|                              |           |                  |
| Wullaert 45+1’ De Caigny 68’ | Marcatori | 10’ Lee Geum-min |

| Arbitro: | de Siqueira |

|               |           |                         |
| Ji So-yun 69’ | Marcatori | 6’ Caruso 90+5’ Rosucci |

| Arbitro: | Cvetković |

|                                                                     |           |             |
| Kelly 12’, 50’ Williamson 42’, 90+3’ Biesmans 78’ (aut.) Bronze 89’ | Marcatori | 90+1’ Dhont |

## Statistiche

### Classifica marcatrici
3 reti
- Chloe Kelly

2 reti
- Tessa Wullaert
- Rachel Daly
- Leah Williamson

1 rete
- Tine De Caigny
- Marie Detruyer
- Elena Dhont
- Ji So-yun
- Lee Geum-min
- Lucy Bronze
- Lauren James
- Alessia Russo
- Georgia Stanway
- Sofia Cantore
- Arianna Caruso
- Manuela Giugliano
- Martina Rosucci

1 autorete
- Julie Biesmans (pro Inghilterra)